# Mandriola
Mandriola – dwunastostrunowa odmiana mandoliny, w użyciu szczególnie na początku XX wieku w Niemczech i Europie Środkowej. Mandriola używana jest także w muzyce meksykańskiej, gdzie nosi nazwę tricordii.

## Budowa
Mandriola jest instrumentem z rodziny lutni. Spotykamy kilka typów konstrukcji tego instrumentu, analogicznych do konstrukcji mandoliny. Mandriola jest instrumentem sopranowym o niewielkich rozmiarach, jej menzura waha się od 332 do 365 mm.

### Pudło rezonansowe
Podobnie jak mandoliny, mandriole mogą mieć pudło o mocno wypukłym, gruszkowatym kształcie, wykonane z klejonych ze sobą, cienkich drewnianych listewek. Płyta wierzchnia jest łamana poniżej otworu rezonansowego i lamowana cienkim, intarsjowanym paskiem drewna.
Wokół otworu rezonansowego znajdują się często intarsje wykonane z kości, masy perłowej, metali szlachetnych a czasem także szylkretu.
Do innego typu konstrukcji należą instrumenty z pudłem rezonansowym o nieznacznie tylko zaznaczonej wypukłości. Pudła takie składają się z boków wykonanych z jednej listwy drewnianej (jak we współczesnej gitarze) i lekko wypukłego dołu, złożonego z kilku klejonych ze sobą listewek (często ułożonych w ozdobny wzór). Płyta wierzchnia w takich instrumentach jest płaska i ma nieco bardziej okrągły kształt. Wokół otworu rezonansowego znajdują się również ozdobne intarsje.
Spotyka się także instrumenty z płaskim dnem pudła rezonansowego, wykonanym z jednej płyty podobnie jak płyta wierzchnia.

### Gryf, główka i struny
Gryf mandrioli jest identyczny jak gryf mandoliny, posiada palisandrową podstrunnicę, z nabitymi nań, metalowymi progami. Typy główek i maszynek również są podobne do analogicznych typów spotykanych w mandolinach, posiadają jednak więcej kołków do naciągu strun (12).
Mandriola posiada 12 metalowych strun (sześć strun sopranowych i sześć basowych, owiniętych) ułożonych w czterech chórach (po trzy), przy czym często pierwsza z każdej trójki jest struną grubszą, o niższym brzmieniu. Struny przymocowane są u dołu pudła rezonansowego do specjalnych, metalowych kołków lub haczyków i mogą być przykryte niewielką blaszką.

## Strojenie
Mandriola posiada cztery potrójne chóry. Strojona jest kwintami, jak współczesna mandolina, przy czym dwie pierwsze struny z każdego chóru są jednobrzmiące, podczas gdy ostatnia strojona jest oktawę niżej: Ggg dd'd' aa'a' e'e"e"

## Technika gry
Technika gry na mandrioli jest identyczna z techniką mandolinową. Do gry używa się piórka (plektronu). Nie uderza się pojedynczych strun, lecz wszystkie trzy z danego chóru jednocześnie (traktując je jak jedną strunę). Obecność potrójnych chórów ułatwia wykonywanie techniki tremolo oraz sprawia, że brzmienie tego instrumentu jest pełniejsze i głębsze.